# Zapoteca nervosa
Zapoteca nervosa är en ärtväxtart som först beskrevs av Ignatz Urban, och fick sitt nu gällande namn av Héctor Manuel Hernández. Zapoteca nervosa ingår i släktet Zapoteca och familjen ärtväxter. Inga underarter finns listade i Catalogue of Life.